# Бергманн, Эрнст фон
Эрнст фон Бергманн (нем. Ernst von Bergmann; 4 [16] декабря 1836, Рига, Российская империя — 25 марта 1907, Берлин, Германская империя) — немецкий хирург, основоположник асептики, автор одних из первых классических руководств по проблемам нейрохирургии и военно-полевой хирургии. В различное время занимал должности профессора Дерптского, Вюрцбургского и Берлинского университетов.

## Биография
Бергманн родился в Риге 16 декабря 1836 года в семье пастора Рихарда фон Бергманна (1805—1878) и Берты Крюгер (1816—1877).
По окончании Биркенруской гимназии с 1854 по 1860 учился в Дерптском университете. По его окончании становится ассистентом хирургической клиники Дерптского университета под началом своего будущего тестя Георга Адельманна. Во время прусско-австрийской (1866), франко-прусской (1870—1871) работает военным врачом в прусской армии, а во время русско-турецкой войны (1877) — врачом в русской армии. В 1871 году становится профессором хирургии Дерптского университета. С 1878 года — профессор Вюрцбургского университета. В Вюрцбурге у него стажировался знаменитый врач, учитель Кушинга Уильям Холстед. С 1882 года — профессор и заведующий кафедрой Берлинского университета. На этой должности проработал до самой своей смерти в 1907 году.
Совместно с английским врачом Моррелем Маккензи и своим учеником Фридрихом фон Браманом был лечащим врачом болевшего раком гортани германского кронпринца и императора Фридриха III.
С 1884 и по 1907 годы — член немецкого общества хирургов, которое длительное время возглавлял. На этой должности организовал выпуск газеты «Zeitschrift für ärztliche Fortbildung» (газета врачебного образования), которая существует до сих пор.
Был дважды женат. 16 марта 1866 женился на дочери профессора Дерптского университета Хильдегарде Адельманн (1846—1868). Во второй раз женился на Паулине Альсбранд (1842—1917).

## Научная деятельность
Вклад Бергманна в медицину состоит, во-первых, в предложенной им на основании опыта врачебной работы во время войн нового метода лечения ранений коленных суставов. Отказавшись от оперативного лечения, он предложил раневую повязку и накладывание гипса, что значительно уменьшило летальность у больных с поражениями коленных суставов «Die Behandlung der Schußwunden des Kniegelenkes im Kriege» (1878). Совместно со своим учеником Куртом Шиммельбушем одним из первых внедрил в мировую практику обработку хирургического инструментария с помощью специально созданной паровой машины в 1885 году. В 1890 году они доложили об этом методе асептики на X Международном конгрессе врачей в Берлине.

### Вклад в нейрохирургию[3]
Хотя Бергманн не был нейрохирургом, он стал первым немецким хирургом, занявшимся нейрохирургией в современном смысле этого слова. Особенно велик вклад Бергманна в нейротравматологию. В его книге «Учение о повреждении головы» описываются все виды черепно-мозговых травм — от родовой травмы до огнестрельных ранений головного мозга.
Переломам свода и основания черепа в немецком издании посвящено 206 страниц. Бергманн описывает симптомы переломов основания черепа и травматические каротидно-кавернозные соустья. Показания к трепанации ограничены внутричерепными осложнениями.
Эпидуральным и субдуральным гематомам в книге отведено всего 9 страниц. Прогноз в этом случае плохой. При эпидуральных кровоизлияниях трепанация показана только в том случае, если после светлого промежутка возникают признаки повышения внутричерепного давления в виде рвоты, гемипареза, потери сознания и брадикардии. Бергманн упоминает о застойных сосках зрительных нервов, но не придаёт этому признаку большого значения для диагностики.
Он критически относится к термину pachimeningitis haemorrhagica interna, предложенному Рудольфом Вирховым для обозначения хронических субдуральных гематом.
Ушибам головного мозга отведено 140 страниц. Представления Бергманна о мозговых ушибах были намного позже подтверждены в экспериментах на животных и при аутопсиях.
Что касается лечения черепно-мозговых травм, то основное внимание Бергманна сосредоточено на профилактике посттравматического менингита, являющегося, по его мнению, наиболее частой причиной смерти таких больных. В отношении ранений мягких тканей головы рекомендуется их ушивание шёлком, импрегнированным карболовой кислотой, и наложение антисептической повязки. Посттравматические абсцессы мозга подлежат обязательной операции. Бергманн предпочитал трепанировать с помощью долота. В книге подробно описан хирургический инструментарий — корончатый трепан, различные пилки и др.
Значительная часть книги посвящена повышению внутричерепного давления (Бергманн использует термин «мозговое давление» — «Hirndruck»). Оно изучалось в опытах на собаках, которым через фрезевое отверстие в полость черепа вводился воск или губка. Ликворное давление регистрировалось с помощью канюли, помещённой в большой затылочной цистерне. Бергманн отметил, что повышение внутричерепного давления сопровождается повышением артериального давления и брадикардией, однако эти симптомы устранялись в случае дренирования ликворных пространств. Установив связь между увеличением объёма находящегося в полости черепа инородного тела и повышением артериального давления и брадикардией, Бергманн обратил внимание на значение фактора времени. Наблюдавшиеся при этом вегетативные расстройства он интерпретировал как раздражение блуждающего нерва, за которым следовал паралич вазомоторных центров (сегодня мы бы трактовали этот феномен как потерю ауторегуляции).
Бергманн также описал вазогенный отёк мозга, рассматривая его как последствие нарушения ликвороциркуляции. Для наблюдением за реакцией вен он использовал технику «краниального окна».
Лечебная тактика Бергманна была направлена на снижение ликворного давления, поскольку исчерпание компенсаторных возможностей ликворной системы ведёт к повышению мозгового давления. Для этой цели рекомендовались приподнятое положение головы, кровопускания и назначение рвотных. Для борьбы с вазоспазмом предлагались обливание головы холодной водой и прикладывание к голове льда. После того, как Квинке в 1891 году применил люмбальную пункцию в терапевтических целях, Бергманн стал рекомендовать её для снижения мозгового давления различного генеза. О возможности вклинения мозга в тенториальное и большое затылочное отверстие после данной процедуры ему известно не было.
Позднее опыты Бергманна были повторены Г. Кушингом в лаборатории Т. Кохера в Берне. Повышение артериального давления Кушинг интерпретировал как защитную реакцию для поддержания кровоснабжения мозга в условиях повышенного внутричерепного давления (т. н. «рефлекс Кушинга»).
В 1889 году было опубликовано второе классическое руководство Бергманна «Хирургическое лечение болезней головного мозга», где были описаны этиопатогенез, диагностика и оперативное лечение всех известных в то время заболеваний головы. Год спустя эта книга была переведена на русский язык. В ней сообщается о 273 оперированных в клинике Бергмана больных. Из них в 75 случаях опухоль обнаружить не удалось, а у 116 больных она была удалена. Каждый четвёртый оперированный больной погиб во время или в первые дни после операции, но примерно в половине случаев в послеоперационном периоде отмечалось улучшение, порой длительное. Основной причиной неблагоприятных исходов была интраоперационная кровопотеря. Бергман предлагал удалять мозговые опухоли в два этапа. Переливание крови он отвергал, поскольку группы крови были открыты Карлом Лангштайнером лишь в 1900 году отёк и набухание головного мозга часто были следствием грубой хирургической техники и дефектной анестезии. Для лечения послеоперационного пролапса мозга на рубеже XX века рекомендовалась люмбальная пункция. Причина гнойных менингитов крылась в негерметичном ушивании твёрдой мозговой оболочки.
Столь неблагоприятная статистика стала причиной критического отношения Бергманна к возможностям хирургического лечения опухолей головного мозга, из которых, по его мнению, операции подлежат не более 18 % — инкапсулированные опухоли небольших размеров, находящиеся на поверхности головного мозга в области центральной извилины. Это мнение разделялось в то время большинством хирургов.

## Память

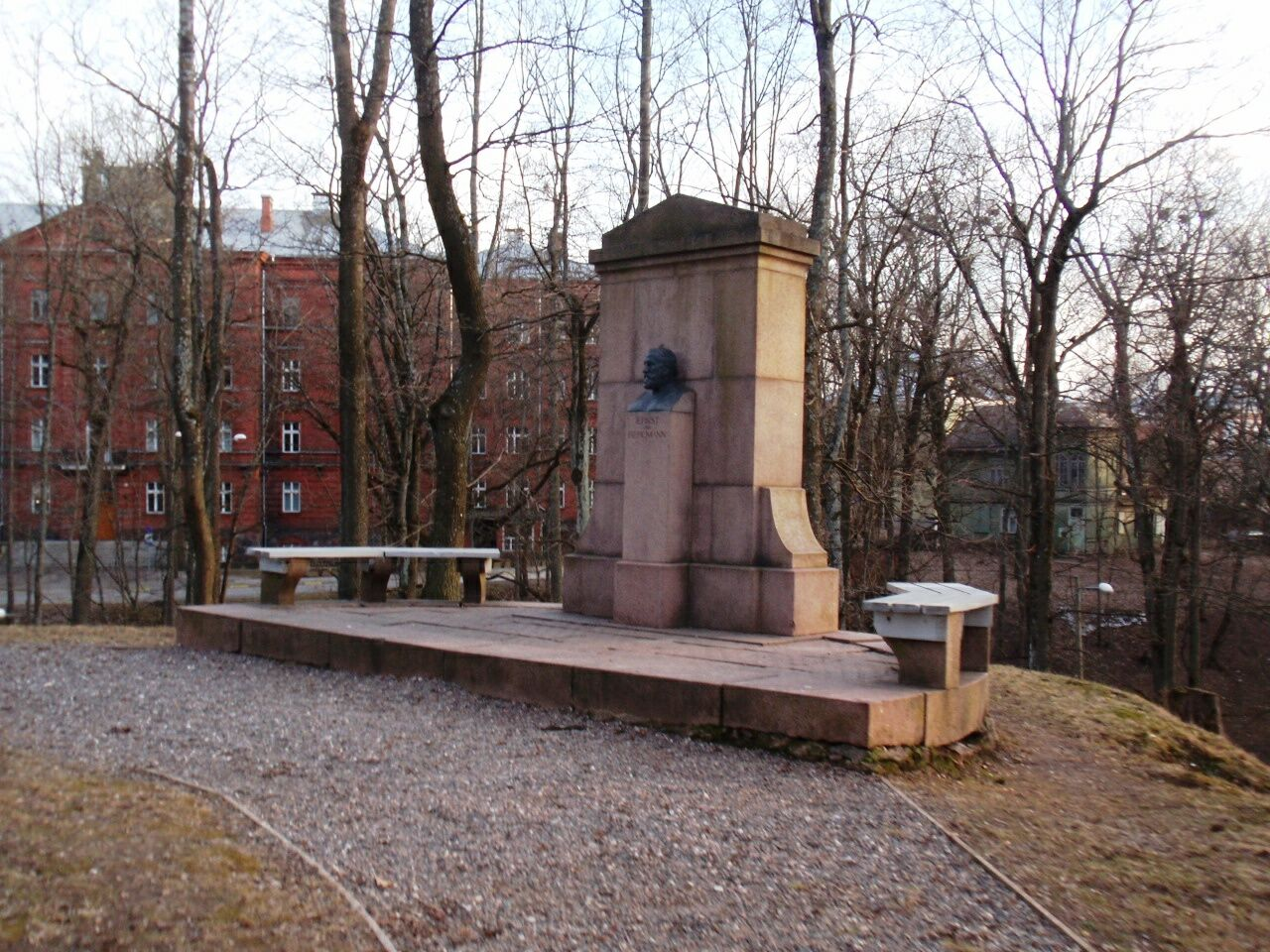
Памятник Эрнсту фон Бергманну.
Эстония, Тарту, парк Тоомемяги

- В городе Тарту (Дерпт) в парке Тоомемяги в 1913 году сооружён памятник Эрнсту фон Бергманну. Скульптор А. Гильдебранд.[4]
- За существенный вклад в медицину немецкой врачебной палатой вручается медаль имени Эрнста фон Бергманна[5].
- Его именем названа казарма недалеко от Мюнхена.
- Также его имя носит больница в Потсдаме.